# طراحی ساختمان خورشیدی غیرفعال

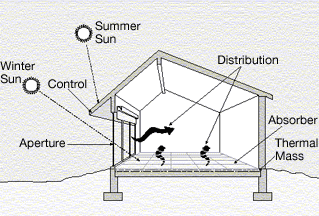
عناصر طراحی خورشیدی غیرفعال

طراحی ساختمان خورشیدی غیرفعال به استفاده از انرژی خورشیدی برای گرمایش و سرمایش فضاهای زندگی با قرار گرفتن در معرض نور خورشید اشاره دارد. هنگامی که نور خورشید به ساختمان برخورد می کند، مصالح ساختمانی می توانند تابش خورشید را منعکس کرده، انتقال داده و یا جذب کنند. علاوه بر این، گرمای تولید شده توسط خورشید باعث حرکت هوا می‌شود که در فضاهای طراحی شده قابل استفاده است. با استفاده از این پاسخ‌های اساسی به گرمای خورشید و از طریق انتخاب مواد مناسب و طراحی عناصر معماری، می‌توان اثرات گرمایش و سرمایش را در خانه ایجاد کرد.
برخلاف سیستم‌های گرمایش خورشیدی فعال، سیستم‌های غیرفعال ساده هستند و شامل استفاده اساسی از وسایل مکانیکی و الکتریکی مانند پمپ‌ها، فن‌ها یا کنترل‌کننده‌های الکتریکی برای حرکت انرژی خورشیدی نمی‌شوند.

## مقدمه
برای طراحی سامانه‌های خورشیدی غیرفعال منازل باید به این نکته توجه داشت که ذات ساختمان، خورشیدی باشد. در واقع در سامانه خورشیدی غیرفعال از هیچ‌گونه سوخت فسیلی بهره برده نمی‌شود و چیزی جز خود ساختمان نیست.
در کلیه منازل این استعداد و امکان وجود دارد که پنجره‌ها، دیوارها و کف‌های آن به نحوی طراحی شوند که قابلیت جذب، ذخیره‌سازی و توزیع انرژی حرارتی خورشیدی را در فصل زمستان دارا بوده و در فصل تابستان منعکس‌کننده این انرژی به محیط خارج باشند. چنین سامانه‌هایی را سامانه غیرفعال خورشیدی یا طراحی اقلیمی گویند که دلیل آن این است که برخلاف سامانه‌های فعال (پویا) فاقد هرگونه ادوات الکتریکی و مکانیکی به جهت به چرخش درآوردن گرمای خورشیدی هستند. به جهت آشنایی با نحوه کارکرد سامانه‌های خورشیدی غیرفعال، در ابتدا سه نوع عمده انتقال حرارت و رابطه آن باسامانه فوق شرح داده می‌شود.
تکنولوژی سامانه غیرفعال از نور خورشید بدون استفاده از سامانه‌های مکانیکی بهره می‌برد. (برخلاف سامانه فعال خورشیدی)
این تکنولوژی نور خورشید را به گرمای قابل استفاده در آب، هوا و جرم حرارتی تبدیل می‌کند، که باعث جابجایی هوا برای تهویه یا استفاده بعدی می‌شود. (با استفاده محدود از دیگر منابع انرژی)
یک مثال معمولی اتاق آفتابگیر در ضلع آفتابگیر (در ایران ضلع جنوبی) ساختمان است. سرمایش غیرفعال نیز برای کاهش نیاز سرمایشی اصول طراحی مشابهی دارد.

## سامانه‌های غیرفعال خورشیدی
در اغلب ساختمان‌ها به نوعی از ساده‌ترین روش گرمایش غیرفعال خورشیدی استفاده می‌شود.
با تابش خورشید پنجره‌های یک ساختمان حرارت در فضاهای داخلی ذخیره شده و باعث گرم شدن فضاهای داخلی می‌شود (پدیده گلخانه‌ای). که این فرایند ساده‌ترین نوع سامانه غیرفعال است. اما هدف اصلی از طراحی سامانه‌های غیرفعال خورشیدی، جذب حداکثر حرارت خورشید و ذخیره حرارت جذب شده و پخش ان در فضاهای داخلی است. فضاهای آفتاب گیر و گلخانه ای که در جهت جنوب طراحی می‌شوند از ضروریات یک سامانه غیرفعال خورشیدی است.

### انواع سامانه‌های غیرفعال خورشیدی
- دریافت مستقیم
- دیوار ترومپ
- آتریوم
- اتاقک‌های شیشه‌ای چسبیده به بنا
- دیوار سنگین
- پدیده ترموسیفون
- بالکن‌های شیشه‌ای

### سامانه دریافت مستقیم
ساده‌ترین سامانه غیرفعال خورشیدی است. در این سامانه نور خورشید از پنجره‌ها و بازشوها و نور گیرها وارد فضای داخلی شده و به وسیله سطوح و مبلمان داخلی جذب می‌شود.
بناهای با جذب مستقیم که به پنجره‌های رو به جنوب که به نام پنجره‌های خورشیدی نامیده می‌شوند وابسته‌اند. نور خورشید با امواج با طول موج کوتاه از شیشه عبور کرده و داخل فضای مورد نظر می‌گردد. این امواج پس از تابیده شدن بر روی سطوح داخلی، آن‌ها را گرم کرده و موجب انتشار امواج با طول موج بلند می‌شوند. این امواج دیگر قادر به عبور نبوده و در داخل فضا حبس می‌شوند که این امر به پدیده گلخانه‌ای معروف است.
دیوار سنگین در این سامانه حرارت خورشید به‌طور مستقیم توسط دیواری که ظرفیت حرارتی بالایی دارد مثل یک (دیوار بتنی) ذخیره شده و در فضاهای داخلی پخش می‌شود.

## مزایای شیوه‌های غیرفعال خورشیدی
الف) این شیوه باعث صرفه جویی زیاد در هزینه گرمایش خانه شده و به راحتی قابل تطبیق با ساختمان می‌باشد و جزئی از سفت کاری ساختمان محسوب می‌شود این سامانه اجزاء مکانیکی و الکتریکی توأم با استهلاک را ندارد و داری عمره دراز می‌باشد. از جمله عدم ایجاد صدا، دود و عدم نیاز به لوله‌کشی از موارد آن است.
ب) دیگر مزیت این سامانه، نگهداری حرارت در سطح کف اتاق است درحالی‌که در دیگر سامانه‌های غیرطبیعی اختلاف زیادی بین هوای کف و هوای بالای اتاق وجود دارد.

## طراحی سامانه غیرفعال خورشیدی
در طراحی ساختمان غیرفعال خورشیدی پنجره‌ها، دیوارها، کف‌ها طوری ساخته شده‌اند که در زمستان انرژی خورشید را جمع و ذخیره می‌کنند و آن را به شکل گرما توزیع می‌کنند ولی در تابستان از ورود آن جلوگیری می‌کنند. این سامانه، سامانه غیرفعال خورشیدی نام گرفته‌است، زیرا برخلاف سامانه‌های فعال خورشیدی از وسایل الکتریکی و مکانیکی استفاده نمی‌کند.
کلید طراحی یک ساختمان غیرفعال خورشیدی استفاده مؤثر از اقلیم منطقه است. عناصری که باید مد نظر قرار گیرند شامل:موقعیت پنجره‌ها، سایز آنها، نوع جداره، عایق حرارتی، جرم حرارتی و سایه است. سامانه غیرفعال خورشیدی به سادگی در ساختمان‌های جدید قابل استفاده است، علاوه بر آن در ساختمان‌های موجود نیز قابل اجرا است.
1. فایده سامانه غیرفعال

تکنولوژی سامانه غیرفعال از نور خورشید بدون استفاده از سامانه‌های مکانیکی بهره می‌برد. (برخلاف سامانه فعال خورشیدی)
این تکنولوژی نور خورشید را به گرمای قابل استفاده در آب، هوا و جرم حرارتی تبدیل می‌کند، که باعث جابجایی هوا برای تهویه یا استفاده بعدی می‌شود. (با استفاده محدود از دیگر منابع انرژی)
یک مثال معمولی اتاق آفتابگیر در ضلع آفتابگیر (در ایران ضلع جنوبی) ساختمان است. سرمایش غیرفعال نیز برای کاهش نیاز سرمایشی اصول طراحی مشابهی دارد. برخی از سامانه‌های غیرفعال برای کنترل دامپرها (تعدیل‌کننده‌ها)، کرکره‌ها و عایق‌های شبانه و وسایل دیگری که جمع‌آوری، ذخیره و استفاده از انرژی خورشید را افزایش می‌دهند یا انتقال حرارت نامطلوب را کاهش می‌دهند، مقدار اندکی از انرژی مرسوم (الکتریکی یا غیره) استفاده می‌کنند.
تکنولوژی‌های سامانه غیرفعال خورشیدی شامل:دریافت مستقیم و غیرمستقیم نور خورشید برای گرمایش فضا، آبگرمکن خورشیدی با استفاده از ترموسیفون یا پمپ آبگرم، استفاده از جرم حرارتی یا مصالح متغیر (دارای قابلیت تغییر در خواص، مصالح هوشمند) برای کند کردن نوسانات حرارتی داخلی، خوراک پزهای خورشیدی، دودکش خورشیدی برای ارتقاء تهویه طبیعی و زمین پناه.

## روش‌های مختلف انتقال حرارت
به عنوان یک قاعده اساسی و بنیانی قانون دوم ترمودینامیک انرژی گرمایی از مواد گرمتر به مواد سردتر انتقال پیدا کرده و این حالت تا زمانی که درجه حرارت دو جسم تقریباً برابر شود ادامه پیدا می‌کند. در ساختمان‌های دارای سامانه انرژی خورشیدی غیرفعال از قانون یاد شده و سه روش عمده انتقال حرارت به منظور توزیع حرارت در ساختمان بهره برده می‌شود.
انتقال حرارت هدایتی مخصوص مواد جامد بوده که مولکول‌های جسم جامد وظیفه انتقال حرارت را بر عهده دارند. حرارت وارد شده به جسم سبب ارتعاش مولکول‌ها شده که این حرکت ارتعاشی در جسم پخش می‌شود و با پیش رفتن در جسم حرارت را نیز انتقال می‌دهند. به عنوان مثال می‌توان به قاشق قرار گرفته در قهوه داغ اشاره کرد که دسته آن با اینکه در بیرون مایع قرار گرفته‌است، گرم می‌شود.
انتقال حرارت همرفت (جابجایی) مخصوص سیالات مایع و گاز بوده که عامل آن سیرکولاسیون طبیعی مابین جریان گرم سبک‌تر و جریان گرم سنگین تر می‌باشد. در سامانه‌های خورشیدی غیرفعال هوای گرم قسمت جنوبی ساختمان توسط انتقال حرارت همرفتی به سراسر ساختمان منتقل می‌شود.
انتقال حرارت تشعشعی مخصوص گازها و محیط خلأ بوده که با توان چهارم درجه حرارت مطلق اجسام متناسب می‌باشد. در سامانه خورشیدی غیرفعال دو روش مهم و عمده تشعشعی وجود داشته که شامل تشعشع خورشیدی و تشعشع فرو سرخ می‌باشد. پس از برخورد تشعشعات نامبرده به اجسام سه حالت جذب، عبور و انعکاس رخ می‌دهد که همگی آن‌ها به خواص ماده بستگی دارد.
مواد غیر شفاف بین ۴۰ تا ۹۵ درصد پرتو خورشیدی را جذب می‌کنند که این مقدار به رنگ اجسام شدیداً وابسته بوده و هرچه جسم کدر تر باشد میزان جذب نیز بالاتر است. به همین دلیل سعی بر این است که مواد جاذب پرتو خورشید از رنگ تیره باشند. از سوی دیگر مواد سفید یا با رنگ‌های روشن بین ۸۰ تا ۹۸ درصد پرتو خورشید را انعکاس می‌دهند.
شیشه‌های معمولی منازل به شرط تمیز بودن قادر خواهند بود بین ۸۰ تا ۹۰ درصد پرتو خورشید را از خود عبور داده و تنها میزان ۱۰ تا ۲۰ درصد آن را جذب کرده یا منعکس می‌کنند. زمانی که پرتو خورشید از شیشه عبور کرده و به ساختمان وارد می‌شود، توسط سطوح داخلی جذب شده و مجدداً به واسطه پدیده انتقال حرارت تشعشعی میان سطوح مختلف داخلی منزل مبادله می‌شود و تمام سطوح و فضای داخلی تقریباً هم دما خواهند شد. اگر چه شیشه اجازه عبور سهم عمده از پرتو تابیده شده را می‌دهد، با این وجود پرتو ماورابنفش را جذب می‌کند که پس از سرد شدن محیط داخل، انرژی جذب شده به داخل منزل متشعشع می‌شود. در واقع در این روش شیشه، قسمتی از انرژی خورشیدی تابیده شده را در خود جذب کرده و به دام می‌اندازد.
ظرفیت حرارتی قابلیت مواد در جذب حرارت بوده و توده حرارتی (انباره)، به موادی گفته می‌شود که انرژی گرمایی را به واسطه بالا رفتن درجه حرارتشان در خود ذخیره می‌کنند. عموماً در ساختمان‌های دارای سامانه انرژی خورشید فعال از مواد مورد استفاده در بنایی همچون بتون، سنگ، شن، آجر و کاشی‌ها به عنوان توده حرارتی استفاده می‌شود. همچنین استفاده از آب نیز کاملاً موفقیت‌آمیز بوده‌است.

## فناوری طراحی منازل خورشیدی فعال
قسمت اعظم بار حرارتی منازل خورشیدی فعال از پنجره‌های آن‌ها که رو به جنوب قرار دارند تأمین می‌شود. تفاوت عمده میان منازل دارای سامانه‌های خورشیدی فعال و منازل دارای تأسیسات معمولی به نحوه طراحی بازمی‌گردد و کلید اساسی در طراحی منازل خورشیدی فعال بالاترین بهره‌گیری از شرایط اقلیمی محل منزل می‌باشد. در طراحی سامانه‌های خورشیدی غیرفعال عناصر اصلی شامل چگونگی قرارگیری و ابعاد پنجره‌ها. جنس شیشه‌ها، عایق کاری، بستن راه نفوذ هوا، توده حرارتی، سایه بان‌ها و بعضی مواقع استفاده ازمنابع حرارتی کمکی می‌باشد. اجرا این سامانه‌ها در منازل مسکونی در حال ساخت در مقایسه با منازل ساخته شده به مراتب آسان‌تر می‌باشد و در صورت تمایل به اجرا آن‌ها در ساختمان‌های ساخته شده لازم است که فرایند سازگارسازی و دوباره‌سازی به جهت جمع‌آوری و ذخیره گرمای خورشیدی به خوبی انجام گیرد.
هر خانه خورشیدی غیرفعال دارای پنج جز اصلی شامل پرتوگیری (کلکتور)، جاذب، توده حرارتی، توزیع‌کننده و کنترل‌کننده می‌باشد. با توجه به نحوه تلفیق این ۵ جز، سامانه‌های خورشیدی فعال به سه دسته عمده تقسیم می‌شوند، که شامل استفاده مستقیم، استفاده غیرمستقیم و ایزوله می‌باشند.
همان‌طور که پیشتر بیان شد در یک طرح کامل سامانه خورشیدی فعال پنج جز اصلی وجود دارد که کارکرد آن‌ها مستقل از همدیگر می‌باشد اما به جهت حصول کارکرد موفقیت‌آمیز و بهینه سامانه این پنج جز باید نحو شایسته‌ای با هم تلفیق شده باشند. این پنج جز عبارت‌اند از:

### پرتوگیر
عرصه‌ای با مساحت نسبتاً بالا از جنس شیشه (پنجره) که از داخل آن نور خورشید عبور کرده و به داخل ساختمان وارد می‌شود. این پنجره شیشه‌ای با زاویه ۳۰ درجه به سمت جنوب قرار گرفته و درطی ساعت ۹ صبح تا ۳ بعد از ظهر توسط ساختمان‌های اطراف یا درختان نباید سایه‌ای بر روی آن بیفتد

### جاذب
سطوحی تیره رنگ و محکم هستند که می‌تواند دیوار، کف، تیغه‌های داخلی یا محفظه‌های محتوی آب باشند که در معرض تابش مستقیم آفتاب قرار می‌گیرند و اشعه‌های خورشید پس از برخورد به آن‌ها جذبشان می‌شوند.

### توده حرارتی
موادی که حرارت موجود در پرتوهای خورشیدی را در خود جذب و ذخیره می‌کنند. در مقایسه با جاذب می‌توان گفت هر دو آن‌ها از دیوار یا کف ساختمان تشکیل شده‌اند با این تفاوت که جاذب سطح رویی بوده و توده حرارتی پشت آن قرار گرفته‌است و وظیفه جذب و ذخیره انرژی خورشیدی را بر عهده دارند.

### توزیع‌کننده
روش و ترفندی که در طی آن پرتو خورشید از نقطه جذب و ذخیره در سایر نقاط ساختمان پخش می‌شود. دریک طرح خورشیدی غیرفعال می‌توان از سه طریق انتقال حرارت بهره جست که مشتمل بر هدایتی، همرفتی و تشعشعی می‌باشد. در برخی موارد، بادزن، کانال‌ها و دمنده‌ها می‌توانند بر فرایند توزیع داخلی حرارت مؤثر باشند.

### کنترل
از سقف‌های معلق می‌توان در طول تابستان به جهت ایجاد سایه بر روی پرتوگیر استفاده کرد. از دیگر تجهیزات مورد استفاده در زمان کمبود یا ازدیاد انرژی حرارتی می‌توان به حسگرهای الکترونیکی اشاره داشت که از جمله می‌توان از ترموستات تفاضلی نام برد که به روش سیگنالی خاموش یا روشن شدن بادزن، کارکرد دمپرها، لوله‌های تهویه و سایه بان‌ها را کنترل می‌کند.

### دیوار ترومب
این سامانه مشابه دیوار سنگین است اما دریچه‌هایی در بالا و پایین دیوار ترومپ تعبیه می‌شود تا گرمای ذخیره شده در دیواره از طریق جابه جایی هوا به فضاهای داخلی انتقال یابد.
از آنجایی که اولین بار فلیکس ترومپ در سال ۱۹۶۶ در فرانسه ازین روش استفاده کرد، این دیوار به این اسم نامیده می‌شود. این دیوار که در فاصلهٔ کمی از شیشه قرارگرفته‌است از موادی با چگالی بالا مانند سنگ، آجر، خشت یا گالن‌های چرب آب ساخته شده و جدارهٔ آن‌ها رنگ‌آمیزی تیره دارند. فاصلهٔ بین شیشه و دیوار می‌بایست حداقل در حدود ۸ تا ۱۰ سانتی‌متر باشد تا گردش هوا به سادگی صورت پذیرد.

### آتریوم
آتریوم یک فضای میانی مثل یک حیاط مرکزی در بنا است که دارای سقف شفاف و آفتاب‌گیر است و بخش‌ها و فضاهای مختلف ساختمان پیرامون فضای آتریوم شکل می‌گیرد. پرتوهای حرارت زای خورشیدی از طریق سقف شیشه‌ای وارد فضای آتریوم شده و بدین طریق (پدیده گلخانه‌ای) انرژی حرارتی در فضای آتریوم ذخیره شده و از طریق بازشوها و جداره‌های پیرامون آتریوم وارد فضای داخلی می‌شود. اما آنچه که مهم است برای ممانعت از گرم شدن فضاها در داخل تابستان بایستی فضای آتریوم به نحوی مطلوب تهویه شده و سقف شیشه‌ای ان به‌طور مؤثری با سایه‌بان‌های مناسب پوشانده شود.

### پدیده ترموسیفون
گردش همرفتی یک سیال که در یک سامانه بسته اتفاق بیفتد، جایی که سیال سرد به جای سیال گرم در همان سامانه جایگزین می‌گردد، ترموسیفون نامیده می‌گردد. این سامانه در واقع یک چرخهٔ جابجایی طبیعی است. در این سامانه، مرحلهٔ جذب انرژی می‌تواند به صورت متصل به ساختمان یا کاملاً در محیطی جداگانه صورت گرفته و حرارت جذب شده توسط کانال به فضای مورد نظر هدایت و در مکان مناسبی مانند دال بتنی یا انبارهٔ سنگی که معمولاً بالاتر از سطح جذب‌کننده قرار دارد، ذخیره گردد.

## بهره مستقیم
ساختار این روش در واقع ساده‌ترین روش طراحی سامانه خورشیدی غیرفعال است. از میان پنجره‌های شیشه‌ای بزرگ تعبیه شده‌ای که همچون کلکتور عمل کرده وجهت آن‌ها به سمت جنوب می‌باشد پرتو خورشید وارد ساختمان شده و پس از برخورد با کف یا دیوارهای درونی جذب و در آن‌ها ذخیره می‌شود. این اجزاء را عموماً از مواد تیره رنگ انتخاب می‌کنند که علت آن قابلیت جذب مواد تیره رنگ در مقایسه با مواد شفاف است. هنگام شب که درجه حرارت داخل ساختمان پایین می‌آید حرارت جذب شده در توده‌های حرارتی به سه طریق عمده انتقال حرارت، در ساختمان توزیع شده و باعث بالا رفتن درجه حرارت داخل آن می‌شود.
برخی از سازندگان و مالکین منازل به جهت جذب و ذخیره گرمای خورشیدی مجبور به استفاده از محفظه‌های محتوی آب در داخل ساختمان هستند. این مخازن در مقایسه با مواد رایج بنایی هم حجمشان به میزان دو برابر قابلیت جذب و ذخیره انرژی حرارتی را دارند، ضمن اینکه به دلیل چگالی بالای آب مخازن یاد شده باید از شرایط طراحی بسیار مناسبی بهره ببرند. مضاف بر اینکه این مخازن باید دارای حداقل نیاز به تعمیر و نگهداری باشند که این تعمیرات شامل سرویس دوره‌ای سالانه و همچنین تصفیه آب موجود در آن به جهت زدودن مواد میکروبی می‌باشد. برده خورشیدی غیرفعال که تحت عنوان جز خورشیدی غیرفعال نیز شناخته می‌شود به دو عامل مساحت پنجره‌های شیشه‌ای (پرتوگیر) و توده حرارتی وابسته است. که در این بین پنجره‌های شیشه‌ای تعیین‌کننده میزان قابلیت جذب انرژی خورشیدی هستند. همچنین این توانایی وجود دارد تا در ساعاتی از شبانه روز که هوای داخل خانه بیش از حد گرم می‌شود با کاستن توده حرارتی میزان انرژی ذخیره شده را کاهش داد، با توجه به این نکته مهم که به دلیل کاستن از توده حرارتی نباید به عملکرد کلی سامانه خدشه‌ای وارد شود. ذکر این نکته نیز ضروری است که نسبت ایدئال توده حرارتی و مساحت پنجره با توجه به شرایط آب وهوایی منطقه تعیین می‌شود. نکته دیگر این است که توده حرارتی باید کاملاً از محیط بیرون جدا شود واگر چنین کاری صورت نگیرد انرژی حرارتی جذب شده توسط توده حرارتی، سریعاً به محیط آزاد تخلیه خواهد شد، مخصوصاً زمانی که توده حرارتی به زمین متصل بوده و محیط آزاد بیرون درجه حرارتش نسبت به درجه حرارت توده حرارتی کمتر باشد. در خانه‌های معمولی که دارای پنجره‌های بزرگ رو به آفتاب باشد بدون بهره بردن از توده حرارتی این استعداد وجود دارد تا از سامانه خورشیدی غیرفعال گرمایشی بهره برد که این حالت عموماً تحت عنوان tempering-solar شناخته می‌شود. به جهت دستیابی به بالاترین بازده در این سامانه‌ها انجام چند کار ساده ضروری است که ازجمله می‌توان به تمیز بودن دائمی شیشه پنجره‌ها، کاهش میزان تلفات حرارتی در طول شب و اجتناب از گرم شدن بیش از حد خانه در طول تابستان اشاره داشت.

## بهره غیر مستقیم – دیوار ترومپ
دربهره غیرمستقیم سامانه‌های خورشیدی غیرفعال منازل منبع ذخیره حرارت ما بین قسمت جنوبی پنجره‌ها و فضاهای مسکونی قرار می‌گیرد که در این بین استفاده از دیوار ترومپ مرسوم‌ترین روش در بهره غیرمستقیم می‌باشد. دیوار ترومپ بین ۲۰ تا ۴۰ سانتیمتر ضخامت داشته و از جنس مصالح ساختمانی معمولی است که در سمت جبهه جنوبی ساختمان قرار می‌گیرد که قسمت خارجی دیوار فوق را با شیشه یک یا دو لایه که حداکثر ضخامت آن ۲٫۵ سانتیمتر است پوشش می‌دهند. سطح خارجی تیره رنگ، پرتو خورشید تابیده شده را جذب و در در بدنه دیوار ذخیره می‌کند و نهایتاً این انرژی دریافتی از سطح داخلی دیوار به فضای داخل تخلیه می‌شود. دیوار ترومپ حرارت جذب شده توسط خورشید در سطح خارجی را پس از عبور از جداره اش در دوره‌های زمانی معین به فضای داخل تخلیه می‌کند که این پدیده در طی ساعات پایانی شب تا اولیه صبح رخ می‌دهد. زمانی که درجه حرارت داخل اتاق از درجه حرارت سطح داخلی دیوار کمتر باشد، حرارت از سطح داخل متشعشع شده و نهایتاً باعث گرم شدن فضا داخلی می‌شود. علاوه بر این می‌توان میزان حرارت عبوری از داخل دیوار را به ازای یک ساعت به ازای هر اینچ بیان داشت، به عنوان مثال حرارت جذب شده در قسمت بیرونی دیوار بتونی ۸ اینچی (۲۰ سانت) در ظهر، پس از مدت ۸ ساعت یعنی حدوداً در ساعت ۸ بعد از ظهر به داخل منزل تزریق خواهد شد.

## بهره ایزوله (فضای خورشیدی)
فضای خورشیدی که عناوینی چون اتاق خورشیدی و اتاق آفتاب پذیر نیز به آن نسبت داده می‌شود. فراهم آورنده مجالی چند کاره و تطبیق پذیر برای گرمایش سامانه خورشیدی غیرفعال می‌باشد که فضای خورشیدی به عنوان جزئی از ساختمان نوساز ویا واحد اضافه شده به ابنیه قدیمی در نظر گرفته می‌شود. ساده‌ترین طراحی انجام پذیرفته شده برای فضای خورشیدی این است که اقدام به نصب پنجره‌های عمودی دارای شیشه‌های صاف و روشن کنیم. فضای خورشیدی این توانایی را دارد که حرارت زیادی را از خورشید دریافت و انباشت نماید و در مواردی که این حرارت به صورت مازاد درآمد، آن‌ها را از طریق همین شیشه‌ها به محیط آزاد تخلیه کند. اختلاف درجه حرارت ناشی از کسب حرارت خورشیدی یا از دست دادن آن، توسط توده حرارتی و شیشه‌هایی با درجه نشر پایین تعدیل می‌شود. تودهٔ حرارتی نامبرده شده شامل مصالح ساختمانی بکار برده شده در کف، دیوارهای جانبی ساختمان یا مخازن آب می‌باشد. همچنین دریچه‌های هوارسان سقفی یا کفی، پنجره‌ها، درها و بادزن‌ها می‌توانند وظیفهٔ توزیع هوای گرم را از داخل اتاق خورشیدی به داخل ساختمان بر عهده گیرند، غالب دارندگان منازل و ساختمان سازها به واسطهٔ استفاده از در و پنجره اقدام به جداسازی اتاق خورشیدی از خانه می‌کنند و از این رو سطح آسایش داخل خانه به واسطهٔ تغییرات درجهٔ حرارت داخل فضای خورشیدی دچار تغییر نامطلوب نمی‌شود. از نظر ساختاری و شکل هندسی فضاهای خورشیدی دارای تشابه بسیار زیادی با گلخانه‌های شیشه‌ای مخصوص پرورش گل، گیاه و سبزیجات گلخانه‌ای هستند و به همین منظور در پاره‌ای موارد لقب گلخانهٔ خورشیدی نیز برای اتاق خورشیدی در نظر گرفته شده‌است.

## طراحی تابستانی سامانه‌های غیرفعال
به شرط اینکه این توانایی در سامانه‌های غیرفعال وجود داشته باشد تا علاوه بر کارکرد زمستانی دارای کارکرد تابستانی نیز باشد، در کنار بالا رفتن کارایی فنی و اقتصادی سامانه‌های فوق، گامی شایسته در ترغیب افراد جامعه برای استفاده از این سامانه برداشته می‌شود، ضمن اینکه در اکثر شرایط آب وهوایی سامانه‌های غیرفعال کارکرد تابستانی را نیز دارا هستند. بهترین شیوه جهت رسیدن به این هدف این است که با استفاده از ابزارهایی خاص همچون سایبان سقفی از ورود گرمای خورشیدی به داخل ساختمان جلوگیری شود. ابعاد و موقعیت نصب سایبان سقفی دارای اهمیت زیادی است، که دلیل آن این است که در صورت عدم توانایی سایبان در ایجاد سایه لازم، گرمایش بیش از حد اتفاق خواهد افتاد، در تعیین ابعاد و نحوه قرارگیری سایبان‌های سقفی عواملی همچون عرض جغرافیایی، شرایط آب وهوایی، پراکنش اشعه خورشیدی، نوع و جنس پنجره‌ها مؤثرند.

## طراحی گزینه‌ها و ابعاد اقتصادی
به تعبیری خانه‌های خورشیدی غیرفعال را می‌توان خانه‌های استثنایی به حساب آورد که عمده تفاوت آن‌ها با ساختمان‌های معمولی به نحوهٔ جمع‌آوری انرژی حرارتی خورشیدی و طراحی منحصربفرد و دقیق آن‌ها برمی گردد و گزینه‌های طراحی آن به کار بستن اصول و روش‌هایی است که تاکنون توضیح داده شده‌است، ضمن این که چیره‌دستی کادر فنی بسیار مهم است.
در غالب منازل خورشیدی غیرفعال کارا، میزان ورود و خروج هوا در حد صفر بوده و به عنوان یک نتیجهٔ کلی می‌توان گفت آن‌ها نیاز به سامانه تعویض هوای مکانیکی جهت رسیدن به کیفیت هوای مطلوب داخل دارند. یک بادزن بازیافت حرارت (HRV) را می‌توان به عنوان بهترین انتخاب در جهت مصرف بهینهٔ انرژی حرارتی موجود در ساختمان به حساب آورد. در واقع HRV میزان حرارت موجود در هوای خروجی ساختمان را دریافت و آن را به هوای ورودی به ساختمان تزریق می‌کند. در بعد اقتصادی نیز همچون سایر انرژی‌های تجدید پذیر از مزایای عمدهٔ زیست‌محیطی، رایگان بودن سوخت مصرفی، عدم احتراق و … بهره برده می‌شود و در کنار آن می‌توان به موانعی همچون سرمایه‌گذاری اولیهٔ نسبتاً بالا و مشکلات فنی اشاره داشت.